# Rather Die Young
"Rather Die Young" é uma canção da cantora norte-americana Beyoncé, gravada para seu quarto álbum de estúdio 4. Sua composição foi feita pela própria cantora em parceria com Jeff Bhasker e Luke Steele.

## Avaliação da crítica
Joanne Dörken da MTV UK fez uma crítica positiva descrevendo a música como uma balada escura e encantadora, ela afirmou também que o desempenho vocal de Beyoncé na faixa é deslumbrante. Alexis Petridis do jornal The Guardian considerou a música fantástica e dramática com uma produção moderna.

## Performances ao vivo
Beyoncé cantou a música ao vivo pela primeira vez em 14 de Agosto de 2011, no 4 Intimate Nights with Beyoncé, em Roseland Ballroom, Nova Iorque, acompanhada de sua banda feminina para um público de 3.500 pessoas.

## Desempenho
| Tabelas musicais (2011)          | Melhor posição |
| -------------------------------- | -------------- |
| Coreia do Sul - Gaon Music Chart | 37             |